# Charles McVety
Charles McVety est un pasteur chrétien évangélique non confessionnelle canadien, président du Canada Christian College à Toronto et de la Canada Family Action Coalition, militant politique de la droite conservatrice chrétienne au Canada.

## Biographie
Il est le fils d'Elmer S. McVety, un évangéliste canadien et le fondateur du Canada Christian College. Charles McVety a obtenu un BA et maîtrise de Canada Christian College et a obtenu un D. Min. de la California State Christian University.

### Ministère
En 1993, il est devenu président du Canada Christian College à Toronto et président de la Canada Family Action Coalition .
Il est animateur pour une émission de télévision nationale, Word.ca sur la CTS et Miracle Channel.  McVety est aussi le président  de Christians United for Israel («Chrétiens unis pour Israël»), une organisation associée avec son homologue américain.

## Campagne contre le mariage homosexuel
McVety est directeur principal de la Coalition pour la défense du mariage, un groupe de pression visant à abroger la Loi sur le mariage civil, loi fédérale de 2005 légalisant les mariages homosexuels au Canada.  Au cours d'un entretien avec le New York Times, il a dit qu'«avec la légalisation du mariage homosexuel, la foi a été violée et [que] nous avons été contraints de réagir.» 
Le 2 décembre 2006, McVety a indiqué qu'il se félicite du plan de Stephen Harper de tenir un vote sur l'abrogation de la législation.  Dans un article du Globe and Mail qui l'a décrit comme ayant «l'oreille des conservateurs», il a dit que «nous avons fait notre affaire et nous avons contacté les députés et nous espérons qu'ils vont rouvrir le débat et l'étude l'impact [du mariage homosexuel] sur la société...»  Sur la question d'un vote immédiat, il a déclaré que  «...le consensus, à la fin de la journée, était de rétablir la définition traditionnelle du mariage ou aucune proposition à tous.» 

## Influence sur les conservateurs
Un thème récurrent dans les reportages sur McVety est la question de son influence et celle de ses collègues évangéliques sur le premier ministre canadien Stephen Harper et le gouvernement conservateur.  Au cours de l'élection de 2006, McVety enregistré plusieurs noms de domaines qui portent les noms des candidats libéraux, tels que "josephvolpe.com" (une référence à Joe Volpe), et il y a publié du matériel pro-conservateur.
Après la victoire des conservateurs, McVety et ses collègues évangélique ont été invités par le bureau du Premier ministre Stephen Harper à aider à populariser son plan pour la garde d'enfants.
En novembre 2006, l'ancien conservateur Garth Turner a dit que McVety s'est vanté de son influence sur le premier ministre Stephen Harper, en disant "je peux décrocher le téléphone et appeler Stephen Harper et je peux parler avec lui en deux minutes."  McVety a catégoriquement refusé d'avoir dit cela, à la suite de quoi Turner a fermement réitéré sa déclaration.